# Barbara Noack
Barbara Noack (* 28. September 1924 in Berlin; † 20. Dezember 2022 in München) war eine deutsche Schriftstellerin.

## Leben
Barbara Noack legte 1943 die Reifeprüfung ab und begann anschließend ein Studium der Anglistik. Sie musste das Studium 1944 bereits nach einem Semester abbrechen, da sie zur Arbeit in einer Munitionsfabrik dienstverpflichtet wurde. Nach dem Ende des Zweiten Weltkriegs studierte sie zwei Semester an einer Berliner Kunstschule. Anschließend arbeitete sie als Illustratorin und Journalistin für das Feuilleton diverser Berliner Zeitungen; daneben begann sie, Unterhaltungsromane zu schreiben.
Bereits Noacks zweiter Roman, Die Zürcher Verlobung, war 1955 ein großer Publikumserfolg und wurde 1957 von Helmut Käutner mit Liselotte Pulver in der Hauptrolle verfilmt. Ebenfalls verfilmt wurde ihr Roman Italienreise – Liebe inbegriffen. Weitere ihrer Bücher wurden bis in die 1980er Jahre hinein Bestseller. Neben konventionellen Liebesgeschichten schilderte sie in späteren Werken auch ihre Erfahrungen einer alleinerziehenden Mutter mit ihrem heranwachsenden Sohn und ihre eigene Lebensgeschichte in den autobiografischen Romanen Eine Handvoll Glück und Ein Stück vom Leben.
Eine weitere Facette ihres Schaffens zeigt die in den 1970er Jahren erfolgreiche Fernsehserie Der Bastian (mit Horst Janson), zu der Noack das Drehbuch schrieb, das sie später zu einem Roman verarbeitete; weitere Fernsehdrehbücher folgten, unter anderem zu der Serie Drei sind einer zuviel. 1983 schrieb sie zwei Folgen der Serie Das Traumschiff.
Barbara Noack war Mitglied des PEN-Zentrums Deutschland. 
Sie lebte in Berg am Starnberger See.

## Werke
- Valentine heißt man nicht!, Darmstadt 1954
- Die Zürcher Verlobung, Berlin 1955
- Italienreise – Liebe inbegriffen, Berlin 1957
- Oh diese Babys, Frankfurt am Main 1960 (zusammen mit Bernd Lohse und Eugen Saska-Weiß)
- Ein gewisser Herr Ypsilon, Berlin 1961
- Geliebtes Scheusal, Berlin 1963
- Danziger Liebesgeschichte, Berlin 1964
- Was halten Sie vom Mondschein?, Berlin 1966
- … und flogen achtkantig aus dem Paradies, Berlin 1969
- Eines Knaben Phantasie hat meistens schwarze Knie, Berlin 1971
- Der Bastian, München 1974 (nach dem Drehbuch 1973)
- Ferien sind schöner, München 1974
- Kann ich noch ein bißchen bleiben?, Berlin 1975
- Liebesgeschichten, München 1975
- Das kommt davon, wenn man verreist, München 1977
- Auf einmal sind sie keine Kinder mehr oder Die Zeit am See, München 1978
- Flöhe hüten ist leichter. Illustrationen: Peter Schimmel, München 1980
- Kleine Diplomaten, Freiburg im Breisgau 1981
- Drei sind einer zuviel, München 1982
- Eine Handvoll Glück, München 1982
- Ferienzeit, München 1983
- Ich wünsche dir …, München 1983
- So muß es wohl im Paradies gewesen sein, München 1984
- Ein Stück vom Leben, München 1984
- Ein Platz an der Sonne, München 1985
- Der Zwillingsbruder, München 1988
- Brombeerzeit, München 1992
- Glück und was sonst noch zählt, München 1993
- Jennys Geschichte, München 1999
- Die schönsten Geschichten, München 2001
- Die schönsten Kindergeschichten, München 2009

## Filmografie (Auswahl)
- 1957: Die Zürcher Verlobung
- 1958: Ist Mama nicht fabelhaft?
- 1960: Der liebe Augustin
- 1968: Wilhelmina (TV-Miniserie)[3]
- 1972: Typisch Tantchen (TV-Miniserie)
- 1973: Der Bastian (13-teilige TV-Reihe)
- 1977: Drei sind einer zuviel (13-teilige TV-Reihe)
- 1983: Das Traumschiff: Karibik (TV-Reihe)
- 2007: Die Zürcher Verlobung – Drehbuch zur Liebe